# Jeanne Delhomme
Pour les articles homonymes, voir Delhomme.
Jeanne Delhomme (née Jeanne Lembrouck à Dunkerque le 15 janvier 1911 et morte à Paris le 18 juin 1983) est une philosophe française existentialiste. 
Son travail singulier consiste à « maintenir l’autonomie du discours philosophique », dont elle souligne la nécessité jusqu'à affirmer que « la philosophie est conversion à la philosophie ».

## Biographie
Avant la guerre, elle est l'élève d'Henri Gouhier à l'université de Lille, et fréquente à Paris le cercle du philosophe chrétien Gabriel Marcel, dont elle semble alors être « une disciple fervente ».  Mais elle se tourne ensuite vers un existentialisme athée sous l'influence de l'œuvre de Jean-Paul Sartre. Elle travaille, à l'occasion de son mémoire de fins d'études, la thèse française de Léon Brunschvicg intitulée La modalité du jugement, publiée en 1897 . Bien que souvent discrète, sa référence à la pensée brunschvicgienne demeura constante et se fait explicite en 1951 avec l'article "De la vraie et de la fausse conversion". 
Elle réussit l'agrégation de philosophie en 1943. Elle enseigne au lycée Fénelon avant d'entamer une carrière universitaire à Poitiers puis à Nanterre.

## Œuvres
- Vie et conscience de la vie. Essai sur Bergson, 1954.
- La Pensée interrogative, 1954.
- Temps et destin. Essai sur André Malraux, 1955.
- La Pensée et le réel. Critique de l'ontologie, 1967.
- Nietzsche ou le voyageur et son ombre, 1969.
- L'Impossible interrogation, 1971.
- Nietzsche et Bergson, avant-propos de Claire Salomon-Bayet, 1992.